# Сыромятников, Михаил Алексеевич
Михаил Алексеевич Сыромятников (1899, с. Малая Драгунская, Кромской уезд, Орловская губерния, Российская империя — не ранее августа 1941) — советский партийный и государственный деятель. Первый секретарь Житомирского обкома КП(б) Украины (1939—1941).
Член РКП(б) с 1920. Член ЦК КП(б) Украины (1940—1941).

## Биография
Родился в семье крестьянина-бедняка.
В 1918-1933 годах — в Красной армии: служил в 9-й стрелковой Краснодарской дивизии. Участник Гражданской войны в России. Участвовал в боях против войск генерала Деникина, барона Врангеля, Грузинской Республики и иностранных военных частей.
В 1933-1938 годах — начальник политического отдела Сватовского зерносовхоза Донецкой области. В 1938 году — инструктор отдела руководящих партийных органов ЦК КП(б)У. В декабре 1938 — сентябре 1939 г. — 3-й секретарь Житомирского областного комитета КП(б) Украины. В 1939—1941 гг. — первый секретарь Житомирского областного комитета КП(б) Украины.
Погиб в 1941 году в Черниговской области, во время военных действий Великой Отечественной войны. Похоронен в братской могиле в посёлке Кромы Орловской области.